# Onsen

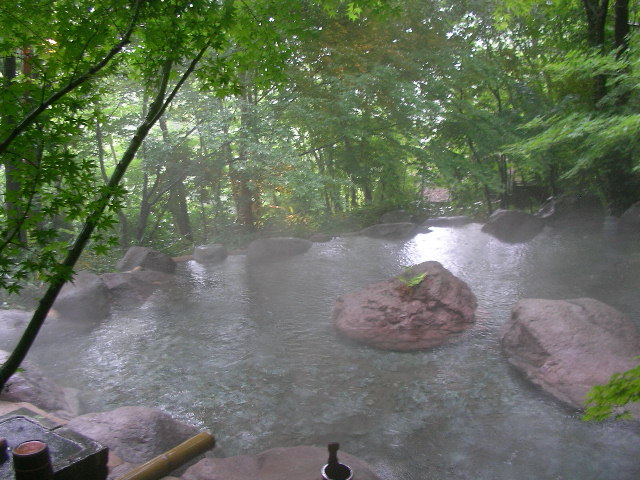
Onsen

En onsen är en het källa i Japan. Termen används ofta för att beskriva badfaciliteterna tillhörande hotell runt de varma källorna. Eftersom Japan är ett land med vulkanisk aktivitet finns det tusentals onsen över hela landet. De användes traditionellt som allmänna badplatser och spelar en stor roll för Japans turism.
Det finns många olika sorters onsen. De kan finnas både utomhus och inomhus, och kan både drivas offentligt av en prefektur eller liknande eller drivas privat som en del av ett hotell, ryokan eller bed and breakfast. 
För att en källa ska få klassas som onsen måste den uppfylla vissa krav. Enligt japansk lag måste vattnet innehålla minst ett av 19 angivna kemiska ämnen, till exempel mineraler som järn och svavel, och det måste vara minst 25 °C varmt.

## Etikett och regler

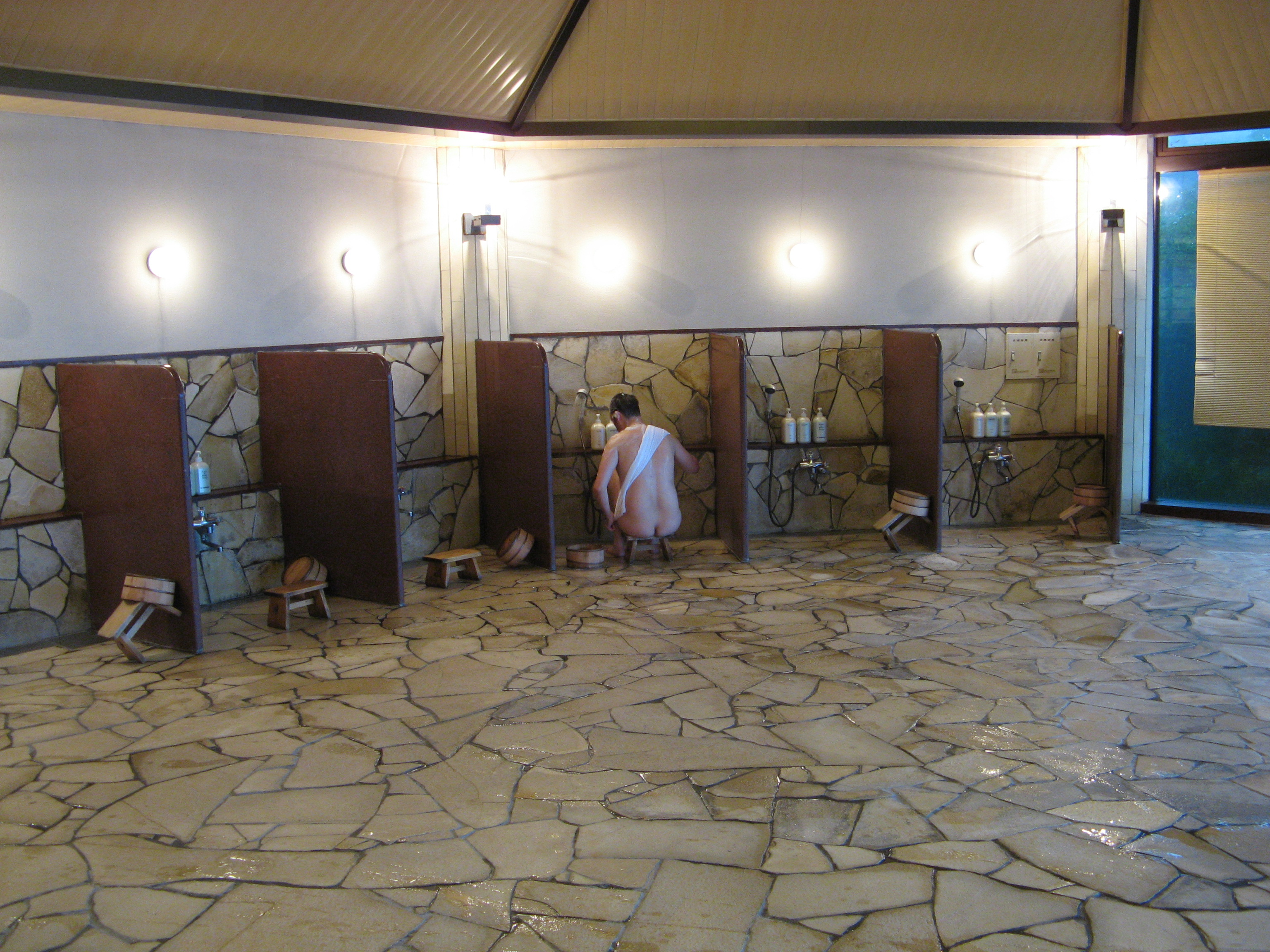
Tvättområde vid en onsen.

### Renlighet
Precis som på badhus i väst måste gäster tvätta sig noggrant innan de går ner i det varma vattnet. Det är oacceptabelt att gå ner i en onsen medan man ännu är smutsig eller har tvål på kroppen.

### Badkläder
Vanligtvis tillåts inte gäster bära badkläder i onsen. Moderna onsen som mer är designade som äventyrsbad kräver dock att gästerna bär badkläder åtminstone i de gemensamma baden.

### Handdukar
Vanligtvis tar gäster vid en onsen med sig en liten handduk som används både till att tvätta sig med (som en tvättlapp) och till att skyla sig med när de går mellan badet och tvättområdet. Vissa onsen tillåter gästerna att ha med sig en handduk ned i badet, medan andra inte gör det och menar att det blir svårare att rengöra badet.

### Tatueringar
Om man får ha tatueringar som onsengäst eller inte är en vanlig fråga bland potentiella gäster. De flesta onsen tillåter inte personer med stora, grafiska tatueringar att besöka dem. Detta beror på tatueringars sociala ställning i Japan. Under många hundra år användes tatueringar som en form av bestraffning i Japan, och Yakuza-medlemmar bär ofta mycket stora tatueringar, ibland över hela kroppen. Mindre tatueringar som inte är lika märkbara kan dock vara tillåtna. För de med större tatueringar som ändå vill besöka en onsen finns möjligheten att boka in på ett hotell med en privat onsen. Dessa tillåter som regel alltid alla gäster, oavsett tatueringar eller liknande, att besöka baden.

### Gemensamt bad
Traditionellt sett var alla onsen mixade bad där män och kvinnor badade gemensamt, men sedan Japan öppnades för omvärlden under Meijirestaurationen har separerade bad uppkommit, och är vanligast. Gemensamma onsen tillåts endast i ett fåtal prefekturer, och de allra flesta av dessa bad ligger på landsbygden eller i mindre städer. Även gemensamma onsen brukar också ha separata bad bara för kvinnor.

## Problem
År 2001 hade onsenägare på Hokkaido återkommande problem med störande ryska fiskare som inte tvättade sig innan de gick ned i badet. Somliga av dem ska också ha druckit vodka och blivit störande. Med detta som argument förbjöd onsenägarna i staden Otaru alla utlänningar, såväl turister som sjömän och liknande, att besöka deras onsen. De nekade till och med en amerikan med japanskt medborgarskap för att han "såg utländsk" ut. Yunohana Onsen, företaget i fråga, stämdes av mannen och flera människorättsorganisationer i Japan. Yunohana Onsen förlorade målet 2003.
Ett annat fall av diskriminering rapporterades också från Kumamoto prefektur, då en onsen där vägrade släppa in personer med spetälska, en sjukdom som, när den behandlats, inte är smittsam. Detta är dock bara två exempel bland tusentals onsen, och de allra flesta har aldrig rapporterats för någon diskriminering.